# باكمان-تيرنر أوفردرايف (فريق روك)
باكمان-تيرنر أوفردرايف (بالإنجليزية: Bachman–Turner Overdrive)‏ كانت فرقة روك كندية من وينيبيج، مانيتوبا أسسها راندي باشمان وفريد تيرنر. رصيد السبعينيات الخاص بهم، خمسة ألبومات من أفضل 40 ألبومًا، وستة أغاني فردية في الولايات المتحدة (أحد عشر ألبومًا في كندا). باعت الفرقة ما يقرب من 30 مليون نسخة ألبوم في حول العالم، ولديها معجبين معروفين باسم «جيرهيدز Gearheads».

## أعضاء الفريق
راندي باكمان: جيتار رئيسي وغناء رئيسي
فريد تيرنر: جيتار باس وغناء رئيسي
تيم باشمان: جيتار وغناء
روبي باشمان: طبول
أصدرت هذه المجموعة ألبومين في عام 1973.
ثم كانت المجموعة الثانية والأكثر نجاحًا تجاريًا تضم بلير ثورنتون (جيتار رئيسي) بدلا من تيم باكمان، أصدرت هذه المجموعة أربعة ألبومات بين عامي 1974 و 1977، بما في ذلك اثنان وصلا إلى أفضل خمسة ألبومات في قوائم البوب الأمريكية، بالإضافة إلى الأغنية المنفردة الأولى للفرقة في الولايات المتحدة «أنت لم ترى شيئا بعد You Ain't Seen Nothing Yet». انفرط الفريق عام 2005، ليعود ليتكون مرة أخرى عام 2009، عندما اجتمع راندي باشمان وفريد تيرنر للقيام بجولة والتعاون في ألبوم جديد. في عام 2010 قدموا عرض موسيقي بعد نهاية الشوط الأول في الكأس الرمادي Gray Cup لبطولة كرة القدم الكندية في إدمونتون. توقف الاثنان عن الجولات بعد تقاعد تيرنر «الودي» في مارس 2018.

## الجوائز
جائزة جونو لأفضل فريق واعد 1974.
جائزة جونو لأفضل فريق 1975.
جائزة جونو لأفضل فريق 1976.
الترشيح لجائزة جونو لأفضل فريق 1978.
مجلة «جيتار» تمنح أغنية الفريق «مراعاة العمل Takin' Care of Business» المركز العاشر لأفضل الأغاني التي يتم نسخها من فرق أخرى عام 2008.
تم إدراج الفريق في قاعة مشاهير الموسيقى الكندية عام 2014.

## حصاد الفريق
عشرة ألبومات تسجيل استوديو.
خمسة ألبومات تسجيل حي من المسرح.
12 البوم تجميعات أغاني الفريق.
21 أغنية منفردة في قوائم أفضل الأغاني حول العالم.
ثلاثة افلام.

## وصلات خارجية
https://www.allmusic.com/artist/bachman-turner-overdrive-mn0000062002 باكمان-تيرنر أوفردرايف (فريق روك)